# Just Dance 2019
Just Dance 2019 è il decimo capitolo della serie principale Just Dance sviluppato da Ubisoft. È stato annunciato l'11 giugno 2018 all'Electronic Entertainment Expo 2018 a Los Angeles. Il titolo è disponibile dal 23 ottobre 2018 per PlayStation 4, Xbox 360, Xbox One, Wii, Wii U e Nintendo Switch È stato il primo capitolo a non supportare PlayStation 3.

## Modalità di gioco
Tra le novità di quest'anno è possibile creare Playlist personalizzate con le proprie canzoni preferite, il ritorno delle difficoltà dei brani e partecipare a party online con il nuovo World Dance Floor (non disponibile per la versione Wii, a causa delle chiusura dei server).
Rimangono le stesse modalità del suo predecessore Just Dance 2018.

## Tracce
Nel gioco sono state confermate 42 canzoni. 
| Titolo                                          | Artisti                                               | Difficoltà | Anno | Modalità  | Ballerino/i |
| ----------------------------------------------- | ----------------------------------------------------- | ---------- | ---- | --------- | ----------- |
| A Little Party Never Killed Nobody (All We Got) | Fergie ft. Q-Tip, GoonRock                            | Facile     | 2013 | Solo      | ♂           |
| Adeyyo                                          | Ece Seçkin                                            | Facile     | 2016 | Solo      | ♀️          |
| Bang Bang Bang                                  | BIGBANG                                               | Difficile  | 2015 | Trio      | ♂/♂/♂️      |
| Bum Bum Tam Tam                                 | MC Fioti, Future, J Balvin, Stefflon Don, Juan Magán  | Normale    | 2017 | Duetto    | ♀️/♂️       |
| Ça Plane Pour Moi (*)                           | Bob Platine (Plastic Bertrand)                        | Normale    | 1977 | Solo      | ♂️          |
| Calypso                                         | Luis Fonsi ft. Stefflon Don                           | Facile     | 2018 | Solo      | ♀️          |
| Ddu-Du Ddu-Du                                   | BLACKPINK                                             | Difficile  | 2018 | Quartetto | ♀️/♀️/♀️/♀️ |
| Familiar                                        | Liam Payne, J Balvin                                  | Facile     | 2018 | Solo      | ♂           |
| Finesse (Remix)                                 | Bruno Mars ft. Cardi B                                | Facile     | 2018 | Quartetto | ♂/♂️/♀️/♀️  |
| Fire                                            | LLP ft. Mike Diamondz                                 | Normale    | 2015 | Duetto    | ♂️/♂️       |
| Fire On The Dancefloor (C)                      | Michelle Delamor                                      | Normale    | 2018 | Solo      | ♀️          |
| Havana                                          | Camila Cabello                                        | Facile     | 2017 | Solo      | ♀️          |
| I Feel It Coming                                | The Weeknd ft. Daft Punk                              | Facile     | 2016 | Solo      | ♂️          |
| I'm Still Standing (*)                          | Top Culture (Elton John)                              | Facile     | 1983 | Solo      | ♂️          |
| Mad Love                                        | Sean Paul, David Guetta ft. Becky G                   | Normale    | 2018 | Duetto    | ♀️/♂        |
| Make Me Feel (NG)                               | Janelle Monáe                                         | Facile     | 2018 | Solo      | ♀️          |
| Mama Mia                                        | Mayra Verónica                                        | Facile     | 2013 | Duetto    | ♀/♀️        |
| Mi Mi Mi (*)                                    | Hit The Electro Beat (SEREBRO)                        | Facile     | 2013 | Duetto    | ♂/♀         |
| Milosc W Zacopanem                              | Sławomir                                              | Normale    | 2017 | Solo      | ♂️          |
| Narco                                           | Blasterjaxx & Timmy Trumpet                           | Normale    | 2017 | Solo      | ♂           |
| New Reality                                     | Gigi Rowe                                             | Difficile  | 2018 | Solo      | ♀️          |
| New Rules                                       | Dua Lipa                                              | Facile     | 2017 | Solo      | ♀️          |
| New World                                       | Krewella, Yellow Claw ft. Vava                        | Difficile  | 2017 | Solo      | ♀️          |
| Nice For What (OG)                              | Drake                                                 | Facile     | 2018 | Solo      | ♀️          |
| No Tears Left to Cry                            | Ariana Grande                                         | Facile     | 2018 | Solo      | ♀️          |
| Not Your Ordinary                               | Stella Mwangi                                         | Normale    | 2018 | Quartetto | ♀️/♀️/♀️/♀️ |
| Obsesiòn                                        | Aventura                                              | Normale    | 2002 | Duetto    | ♂️/♀️       |
| OMG                                             | Arash ft. Snoop Dogg                                  | Difficile  | 2016 | Trio      | ♂️/♂️/♂️    |
| One Kiss                                        | Calvin Harris, Dua Lipa                               | Normale    | 2018 | Solo      | ♀           |
| Pac Man (*)                                     | Dancing Bros. (Toshio Kai)                            | Facile     | 1980 | Quartetto | ♂️/♂️/♀/♂️  |
| Rave in the Grave                               | AronChupa ft. Little Sis Nora                         | Normale    | 2018 | Quartetto | ♂️/♂️/♀/♂️  |
| Rhythm of the Night (*)                         | Ultraclub 90 (Corona)                                 | Facile     | 1994 | Solo      | ♀           |
| Sangria Wine                                    | Pharrell Williams x Camila Cabello                    | Facile     | 2018 | Solo      | ♀️          |
| Shaky Shaky                                     | Daddy Yankee                                          | Facile     | 2016 | Solo      | ♂           |
| Sugar                                           | Maroon 5                                              | Facile     | 2015 | Duetto    | ♀/♂         |
| Sweet Little Unforgettable Thing                | Bea Miller                                            | Facile     | 2018 | Solo      | ♀️          |
| Sweet Sensation                                 | Flo Rida                                              | Facile     | 2018 | Quartetto | ♂/♀/♂/♂     |
| Toy                                             | Netta                                                 | Normale    | 2018 | Solo      | ♀           |
| Un Poco Loco (*)                                | Disney•Pixar's Coco (García Bernal, Anthony Gonzalez) | Facile     | 2017 | Solo      | ♂️          |
| Water Me                                        | Lizzo                                                 | Facile     | 2017 | Solo      | ♂           |
| Where Are You Now?                              | Lady Leshurr ft. Wiley                                | Normale    | 2016 | Trio      | ♀/♀/♀       |
| Work Work                                       | Britney Spears                                        | Normale    | 2013 | Trio      | ♀/♀/♀       |

- Un "(*)" indica che la canzone è una cover.
- Un "(C)" indica che la canzone è sbloccabile tramite codice "dancepgw".
- Un "(OG)" indica che la canzone è giocabile solo sulle console "old-gen" (Wii, Wii U, Xbox 360).
- Un "(NG)" indica che la canzone è giocabile solo sulle console "next-gen" (PlayStation 4, Xbox One e Nintendo Switch).

## Versioni alternative
Sono disponibili le versioni alternative di 13 canzoni (di cui una esclusiva per Just Dance Unlimited). 
| Titolo                                          | Artisti                                              | Difficoltà | Anno | Modalità                           | Ballerino/i |
| ----------------------------------------------- | ---------------------------------------------------- | ---------- | ---- | ---------------------------------- | ----------- |
| A Little Party Never Killed Nobody (All We Got) | Fergie ft. Q-Tip, GoonRock                           | Difficile  | 2013 | Trio (Versione Gangster)           | ♂/♀️/♂️     |
| Bang Bang Bang                                  | BIGBANG                                              | Estremo    | 2015 | Solo (Versione Estrema)            | ♂           |
| Bum Bum Tam Tam                                 | MC Fioti, Future, J Balvin, Stefflon Don, Juan Magán | Facile     | 2017 | Duetto (Versione Scienziati Pazzi) | ♂/♂         |
| Finesse (Remix)                                 | Bruno Mars ft. Cardi B                               | Estremo    | 2018 | Solo (Versione Estrema)            | ♀️          |
| Havana                                          | Camila Cabello                                       | Difficile  | 2017 | Duetto (Versione Tango)            | ♂️/♀️       |
| Mad Love                                        | Sean Paul, David Guetta ft. Becky G                  | Estremo    | 2018 | Solo (Versione Estrema)            | ♀️          |
| Medicina (JDU)                                  | Anitta                                               | Estremo    | 2017 | Solo (Versione Estrema)            | ♂           |
| Mi Mi Mi (*)                                    | Hit The Electro Beat (SEREBRO)                       | Facile     | 2013 | Quartetto (Versione Vivace)        | ♀/♀/♀/♀     |
| New Rules                                       | Dua Lipa                                             | Estremo    | 2017 | Solo (Versione Estrema)            | ♂️          |
| OMG                                             | Arash ft. Snoop Dogg                                 | Estremo    | 2016 | Solo (Versione Estrema)            | ♀️          |
| Water Me                                        | Lizzo                                                | Normale    | 2017 | Duetto (Versione Tennis)           | ♂️/♂️       |
| Where Are You Now?                              | Lady Leshurr ft. Wiley                               | Normale    | 2016 | Duetto (Versione Nascondino)       | ♂/♂         |
| Work Work                                       | Britney Spears                                       | Estremo    | 2013 | Solo (Versione Estrema)            | ♂️          |

- Un "(JDU)" indica che la canzone è esclusiva solo Just Dance Unlimited.

## Kids Mode
8 nuove canzoni sono disponibili in questa modalità.
| Titolo                            | Artisti                                               | Anno | Modalità | Ballerino/i |
| --------------------------------- | ----------------------------------------------------- | ---- | -------- | ----------- |
| Boogiesaurus                      | A. Caveman & The Backseats                            | 2018 | Solo     | ♂           |
| Friendly Phantom                  | Halloween Thrills                                     | 2018 | Duetto   | ♂/♂         |
| Irish Meadow Dance (Kids Version) | O'Callaghan's Orchestra                               | 2018 | Duetto   | ♂/♀         |
| Jingle Bells (*)                  | Santa Clones (James Lord Pierpont)                    | 1857 | Duetto   | ♀/♂         |
| Monster Of Jazz                   | Groove Century                                        | 2018 | Solo     | ♀           |
| Shinobi Cat                       | Glorious Black Belts                                  | 2018 | Solo     | ♂           |
| Tales Of The Desert               | Persians Night                                        | 2018 | Solo     | ♀           |
| Un Poco Loco (*)                  | Disney•Pixar's Coco (García Bernal, Anthony Gonzalez) | 2017 | Solo     | ♂           |

- Un "(*)" indica che la canzone è una cover.

## Just Dance Unlimited
Accesso a più di 400 brani dai precedenti capitoli Just Dance assieme ad alcune esclusive che verranno aggiunte nel tempo. Ogni copia del gioco avrà una prova di 1 mese gratuita.
| Titolo                                                 | Artisti                     | Difficoltà | Anno | Modalità  | Ballerino/i | Data di uscita                                       |
| ------------------------------------------------------ | --------------------------- | ---------- | ---- | --------- | ----------- | ---------------------------------------------------- |
| Boys                                                   | Lizzo                       | Facile     | 2018 | Solo      | ♂️          | 31 ottobre 2019                                      |
| Criminal                                               | Natti Natasha & Ozuna       | Facile     | 2017 | Duetto    | ♀️/♂️       | 21 marzo 2019                                        |
| Done for Me                                            | Charlie Puth ft. Kehlani    | Medio      | 2018 | Duetto    | ♀️/♂️       | 20 dicembre 2018                                     |
| Hala Bel Khamis (MO)                                   | Maan Barghouth              | Facile     | 2018 | Solo      | ♂️          | 22 ottobre 2018                                      |
| Jump                                                   | Major Lazer ft. Busy Signal | Medio      | 2017 | Duetto    | ♂️/♂️       | 4 luglio 2019                                        |
| Leg Song (2017-CHN)                                    | LULU                        | Medio      | 2016 | Solo      | ♀️          | 5 febbraio 2019                                      |
| Lush Life                                              | Zara Larsson                | Facile     | 2015 | Solo      | ♀️          | 14 marzo 2019                                        |
| Mayores                                                | Becky G ft. Bad Bunny       | Medio      | 2017 | Solo      | ♀️          | 4 luglio 2019                                        |
| Medicina                                               | Anitta                      | Medio      | 2018 | Quartetto | ♂️/♀️/♂️/♀️ | 7 marzo 2019 (Classica) 28 giugno 2019 (Alternativa) |
| On Ne Porte Pas De Sous-Vêtements                      | McFly & Carlito             | Facile     | 2018 | Duetto    | ♂️/♂️       | 22 ottobre 2018                                      |
| Peanut Butter Jelly                                    | Galantis                    | Medio      | 2015 | Trio      | ♀️/♂️/♀️    | 11 luglio 2019                                       |
| Qia La Yong Yuan OK - Future Underworld Mix (2017-CHN) | Alan Tam                    | Medio      | 1990 | Solo      | ♂️          | 5 febbraio 2019                                      |
| There Is Nothing Better In The World (RU)              | Oleg Anofriyev              | Facile     | 1969 | Quartetto | ♂️/♂️/♂️/♂️ | 22 ottobre 2018                                      |
| You Don't Know Me                                      | Jax Jones ft. Raye          | Facile     | 2016 | Solo      | ♀️          | 22 ottobre 2019                                      |

- Un "(MO)" indica che la canzone è presente nella tracklist ufficiale delle copie arabe del gioco.
- Un "(RU)" indica che la canzone è presente nella tracklist ufficiale delle copie russe del gioco.
- Un "(2017-CH)" indica che la canzone è presente nella tracklist ufficiale delle copie di Just Dance 2017 China.